# Rue Sainte-Anne (Paris)
Pour les articles homonymes, voir Rue Sainte-Anne et Helvétius.
La rue Sainte-Anne est une voie des 1er et 2e arrondissements de Paris, en France. Elle ne doit pas être confondue avec la rue Sainte-Anne-en-la-Cité, ancienne rue, disparue lors de la reconstruction du palais de justice de Paris dans la seconde moitié du XIXe siècle.

## Situation et accès
À la Révolution, la rue faisait partie de la section Lepeletier. Jusqu’en 1860, la rue Sainte-Anne était entièrement comprise dans l’ancien 2e arrondissement de Paris et était partagée entre le quartier du Palais-Royal et le quartier Feydeau. Depuis le redécoupage, elle s'étend sur les 1er et 2e nouveaux arrondissements, de l'avenue de l'Opéra au sud, où elle est prolongée par la rue de l'Échelle, à la rue Saint-Augustin au nord, où elle est prolongée par la rue de Gramont.

## Origine du nom
La rue Sainte-Anne a reçu ce nom en l’honneur d'Anne d'Autriche reine de France et épouse de Louis XIII. Ce n'est pas la première fois qu'une rue portait ce nom à Paris.

## Historique
L'emplacement de la rue Sainte-Anne se trouve hors les murs jusqu'à la destruction du tronçon occidental de l'enceinte de Charles V et le renforcement des bastions de l'enceinte de Louis XIII, au début des années 1630, et à l'extension de la zone fortifiée concomitante.
La rue actuelle est la réunion de deux rues qui ont existé de façon autonome pendant quelques années lors de la naissance du quartier. La première, au sud de la rue des Petits-Champs actuelle, ne l'atteignait en réalité pas tout à fait au départ, bornée au nord par la butte des Moulins. Cette partie, comprise entre les rues de l'Anglade et du Clos-Georgeau — c'est-à-dire très exactement la partie qui disparut lors du percement de l'avenue de l'Opéra —, fut ouverte en 1633. La seconde partie s'étendait de la rue des Petits-Champs à la rue Saint-Augustin. La réunion s'est faite vers 1650. La discontinuité est nette sur le plan de Gomboust de 1652. Alors que la rue est déjà continue sur le plan de Boisseau de 1648. L'explication de cette incohérence tient aux contingences de l'imprimerie de l'époque ; elle révèle en tout cas que c'est autour de ces dates qu'est intervenu le raccordement.
Depuis sa création, la rue a porté différents noms, dont ceux de « rue au Sang » et « rue de la Basse-Voirie», du fait des activités d'équarrissage qui s'y tenaient, à proximité du marché aux chevaux de la porte Saint-Honoré. La butte des Moulins, qui accidente aujourd'hui encore le tracé de la rue, était notamment composée d'immondices et constituait de fait une voirie. Elle a aussi porté le nom de « rue des Moulins » en raison de la présence des deux moulins qui étaient situés sur l'emplacement de la rue du Clos-Georgeau et qui ont donné leur nom à la butte,.
La rue a reçu le nom de sainte Anne en 1633 en l’honneur d’Anne d’Autriche qui était reine de France. Ce n’est pas la seule rue de Paris à avoir porté ce nom.
Le prolongement de cette rue, au nord de celle qui était alors « rue Neuve-des-Petits-Champs », n'a pas eu de nom dans un premier temps pour la raison qu'elle ne desservait que des potagers et vergers, puis s'appelait « rue de Lionne » après la construction de l'hôtel particulier du secrétaire d'état Hugues de Lionne, dit « hôtel de Lionne » (ou « de Lyonne »), puis hôtel de Pontchartrain, en 1661.
Dès 1672, une vingtaine d'années après l'unification de la rue, elle porte l'odonyme unique de « rue Sainte-Anne ».
En 1792, elle prend le nom de « rue Helvétius » en l'honneur du philosophe français Claude-Adrien Helvétius qui y habita à l'ancien n° 18 avec son beau-frère, le Fermier général Nicolas Delay de La Garde. Le Conseil général de la commune de Paris en prend officiellement la décision, ce qui n'était pas du tout systématique en cette période de renommage intempestif : « Séance du 20 septembre 1792. — Le conseil général, le procureur de la commune entendu, arrête : que la rue Sainte-Anne, dans laquelle est né le philosophe Helvétius, portera dorénavant le nom d’Helvétius. ». La rue faisait alors partie de la section Lepeletier.
Une décision ministérielle du 18 pluviôse an X (7 février 1802), signée Chaptal, fixe la largeur de cette voie publique à 8 mètres.
En 1826, il est décidé l’élargissement de la voie à 10 mètres. Il est réalisé, seulement, entre le début de la rue et la rue Thérèse et au nord de la rue des Petits-Champs, sur une soixantaine de mètres.
Par arrêté du 27 avril 1814, sous la Première Restauration, cette voie reprit le nom de « rue Sainte-Anne ».

### Lieux de sortie homosexuels
La rue a été un lieu de rencontre homosexuel et de prostitution masculine depuis, au moins, le début du XXe siècle et jusque dans les années 1980. Les Bains Sainte-Anne, ouverts dans la rue durant la Première Guerre mondiale, sont fréquentés par une clientèle homosexuelle, répertoriée comme telle par la brigade des mœurs. Mais, probablement, la rue s’est insérée dans le réseau de la prostitution masculine à la fin du XVIIIe siècle, quand les galeries du Palais-Royal et les rues avoisinantes ont été investies par une culture gay plus ou moins clandestine.[réf. nécessaire]
À partir des années 1910, les hammams, les bars, les restaurants et les boîtes de nuit se multiplient dans la rue. Elle acquiert une notoriété quasi proverbiale en matière d'homosexualité à la fin des années 1960, avec le développement des mouvements de libération sexuelle et l'ouverture dans la rue de lieux de fêtes prestigieux (Le Sept, Le Bronx, Le Colony, etc.), fréquentés notamment par des écrivains, des acteurs et des couturiers célèbres. Elle devient alors l'un des centres de la vie gay parisienne,.
À la fin des années 1970, la naissance d'un nouveau quartier homosexuel au Marais entraîne peu à peu la fermeture des établissements de la rue Sainte-Anne et leur disparition dans les années 1980,.

### Restaurants japonais
Les restaurants japonais remplaçant les lieux gays, la rue devient le cœur du quartier japonais de la capitale dans les années 2000.

## Bâtiments remarquables et lieux de mémoire
- La danseuse Marie Allard, maîtresse de Gaëtan Vestris, habita rue Sainte-Anne.
- Jeanne-Louise-Françoise de Sainte-Amaranthe et son gendre, Charles de Sartine, qui habitaient cette voie, y furent arrêtés (« rue Helvétius », à l'époque).

- No 7 : Le Sept, boîte de nuit[20] qui fut animée  par Fabrice Emaer (1935-1983) et Guy Cuevas. Le lieu est reconstitué dans le film Saint Laurent de Bertrand Bonello (2014).
- No 9 : immeuble où habita Alice Lavigne[21], du théâtre du Palais-Royal[1].
- No 10 : la caserne de pompiers Saint-Honoré[22].
- No 11 : Le Bronx, boîte de nuit qui fut animée par Alain-Philippe Malagnac d'Argens de Villèle (1951-2000).
- Nos 12-14 : à ce niveau se trouvait un hôtel particulier où habita l'amiral d'Estaing, arrêté puis guillotiné en 1794, sous la Révolution[23].
- No 12 : en 1932, Suzy Solidor ouvre La Vie parisienne, un des premiers cabarets lesbiens de la capitale, parrainé par Jean Cocteau.
- No 17 : immeuble où habita le poète libertin Simon-Pierre Mérard de Saint-Just[24].
- No 32 : L'Heureuse Galère, cabaret féminin créé par Sidonie Baba[25].
- No 32 bis : Hôtel Villedo au début du XXe siècle, photographié par Eugène Atget en 1907, qui précise que l'immeuble appartenait au sieur Tarade en 1780[26].
- No 34 : hôtel du Barry. D'après Édouard Fournier, l'hôtel aurait été construit pour Jean-Baptiste Dubarry et c'est là qu'il aurait fait épouser sa maîtresse Jeanne Bécu, future madame du Barry, à son frère cadet, Guillaume Dubarry, en 1768[1].
- No 43 : en 1720, l'hôtel était occupé par le marquis de Cursay[1] (administrateur de la Corse de 1748 à 1752 pour le compte de la république de Gênes)[27].
- No 46 : plaque mémorielle rappelant la mort, en 1704, de Bossuet.
- No 47, à l'angle avec la rue des Petits-Champs : hôtel Lully, construit par l'architecte Daniel Gittard pour le compositeur Jean-Baptiste Lully en 1670. Le musicien y vécut jusqu'en 1683. Le bâtiment est orné d'instruments de musique sur la rue Sainte-Anne et de mascarons sur la rue des Petits-Champs.
- No 56 (de la « rue Helvétius », à l'époque) : domicile du conventionnel du département de l'Aude, Antoine Marie-Anne Girard[28].
- No 59 : entrée du passage Sainte-Anne, un passage couvert qui rejoint le passage Choiseul, à l'emplacement de l'ancien couvent des Nouvelles Catholiques.
- No 61 : le poète Charles Baudelaire demeura à l'hôtel d'York en février 1854. Actuellement Hôtel Baudelaire Opéra ***.
- No 63 : Les Bains Sainte-Anne, un hammam ouvert pendant la Première Guerre mondiale, lieu de prostitution masculine[14]. Siège du parti politique La République en marche entre l'automne 2017[29] et 2021[30].
- No 64 : appartement de la résistante irlandaise Janie McCarthy servant de refuge pendant la Seconde Guerre mondiale.
- No 65 : au troisième étage, appartement de Mado Maurin et de la troupe des petits Maurin, où vécut l'acteur Patrick Dewaere.

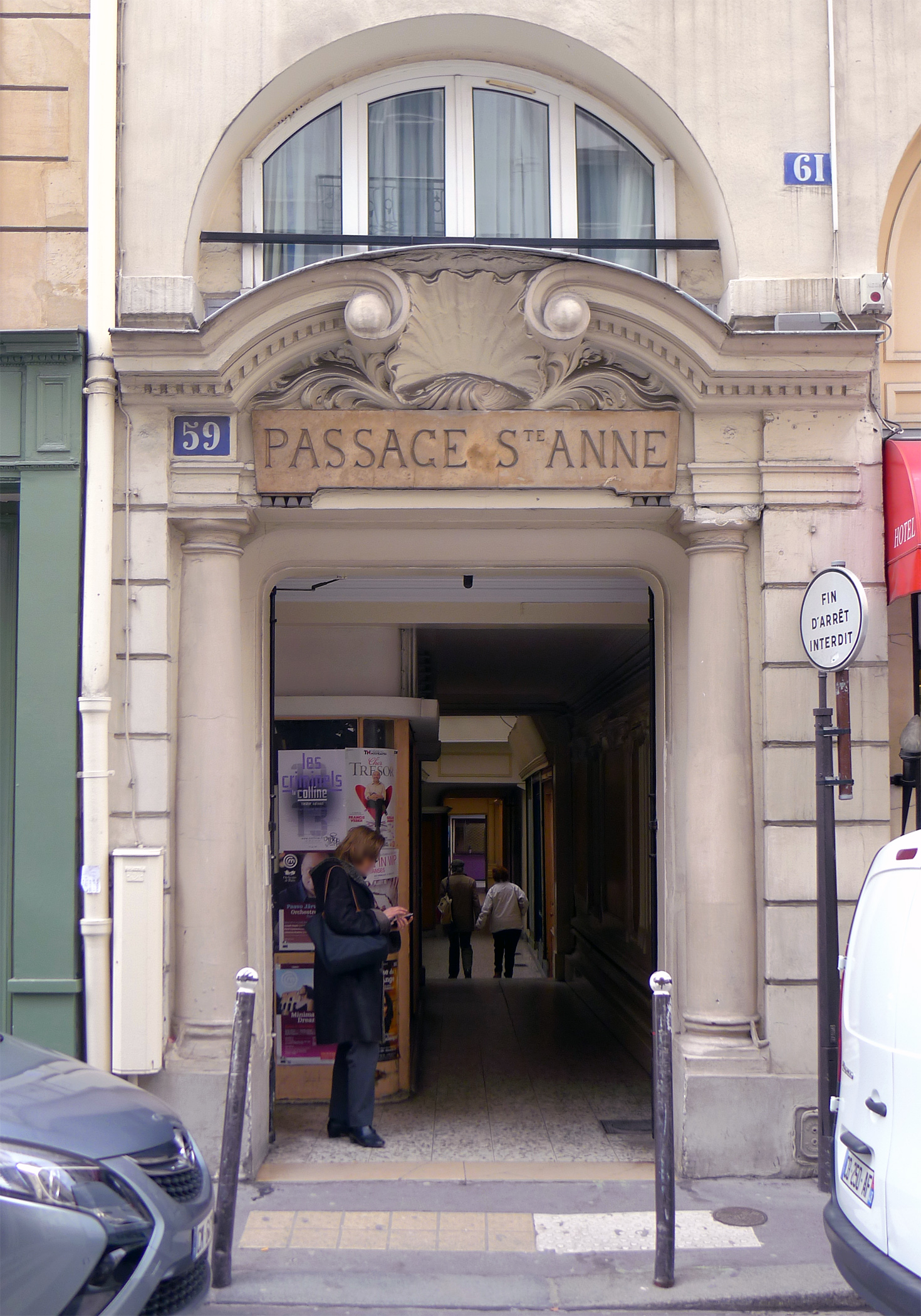
Entrée du passage Sainte-Anne.